# Eugène Cléray
Eugène François Cléray, dit Eugène Cléray, né le 6 janvier 1828 à Saint-Cyr (Seine-et-Oise) et mort le 5 juillet 1882 à Brunoy (Seine-et-Oise), est un militant socialiste, révolutionnaire de 1848 et membre de la Commune de Paris. Après la guerre, il devient homme politique et entre au Conseil municipal de Paris.

## Biographie

### Combattant en 1848
Né en 1828 dans la ville de Saint-Cyr (Seine-et-Oise), Eugène Cléray et sa famille déménagent à  Paris en 1840. Délégué de la 15ème brigade des Ateliers nationaux, Cléray participe activement à la Révolution de 1848 en aidant à la prise de la 9ème mairie et à la défense de certaines barricades. Arrêté après les Journées de Juin, il est transporté en Algérie et passe sept ans à la kasbah de Bône puis de Lambèse malgré une tentative d'évasion ratée le jour de son arrivée (on l'arrêtait sans le sous dans la ville de Mondovi). 

### L'Empire, la guerre et la Commune de Paris
Gracié le 18 novembre 1854, il rentre à Paris et se remet à exercer son métier de fabricant de peignes en écaille tout en devenant un agitateur connu de l'opposition républicaine au Second Empire en participant par exemple aux troubles ayants suivis l'enterrement du journaliste Victor Noir le 12 janvier 1870. Le 14 août de la même année, un groupe de blanquistes dirigé par les lieutenants de Auguste Blanqui, Ernest Granger, Émile Eudes et Gabriel Brideau attaquent la caserne des pompiers de la Villette afin d'y dérober des armes à feu et déclencher l'insurrection dans la capitale. L'attaque échoue et Blanqui, bien que pas directement impliqué, est recherché par la police. C'est d'abord chez Paul Dubois puis chez Cléray qu'il se cache, celui-ci l'ayant déjà caché auparavant pendant quelques mois. Au 4 septembre, il rejoint le bataillon de fédérés de son arrondissement puis est élu, le 7 novembre 1870, adjoint du maire du 3ème arrondissement de Paris. Refusant la capitulation face à l'Allemagne, il rallie la Commune de Paris et se présente durant les élections du 26 mars. mais n'obtient que 5 698 voix dans le 3ème arrondissement et n'est finalement pas élu. Il quitte Paris en avril 1871 pour Tours.  

### Après la guerre
De retour après la fin de la Commune, il est élu conseiller municipal de Paris dans le Quartier des Enfants-Rouges (3ème arrondissement) à l'occasion des élections du 6 avril 1873, le reste jusqu'en 1877 et est élu au Conseil général de la Seine. Il meurt en 1882. 